# 奥吉尔维同志
奧吉維同志（英語：Comrade Ogilvy），或譯奧茲維同志、奥吉尔维同志，是喬治·歐威爾政治諷刺小說《一九八四》故事裡，主人公温斯顿·史密斯篡改歷史記錄時虛構的人物。

## 背景
1984年4月間，小說主人公温斯顿·史密斯接到真理部紀錄司上級的命令：
|  | 泰晤士 3.12.83 報導老大哥命令雙加不好提到非人，全部重寫，存檔前上交。 |

命令是以新語寫成，原小說中用舊語（現代英語）解釋，是指在1983年原來的報道中，老大哥曾經表揚過一個叫做FFCC的組織和一位核心黨員威瑟斯同志；但到了1984年4月，威瑟斯同志被判定為非人，即新語內定義「沒有存在過的人」，這是一件非常不妙的事情，相關的歷史資料需要改寫。在反復斟酌后，温斯顿·史密斯決定虛構一個樣板英雄「奧吉維同志」以填充版面，取代原有的新聞記錄，以達到篡改的目的。

## 故事中的簡歷
- 1960年，出生于大洋國。
- 1966年，提前一歲加入少年稽查隊。
- 1969年，擔任少年稽查隊隊長。
- 1972年，向思想警察揭發叔叔認為自己有罪的話。
- 1977年，擔任少年反性同盟的區隊長。
- 1979年，制造出新型手榴彈。實驗中炸死30名歐亞國戰俘。其設計被和平部采用。
- 1983年，在一次護送機密文件飛越大西洋的任務中，跳機犧牲。年僅23歲。

## 遇難經過
「奧吉維同志」在一次從事的機密任務中喪生。在該次任務中他攜帶重要文件飛越印度洋，被敵機窮追不捨，最後以機關槍為沉石跟文件一起跳入印度洋沉入深海，所有一切都隨他而逝。

## 老大哥的評價
老大哥在最后贊揚了其為了英社，不要婚姻，獨身生活，放棄休閒，從事體育運動，道德崇高，煙酒不沾，永遠只談英社原則，目標只有打倒大洋國內在的壞份子跟意圖消滅大洋國的敵國的精神和意志。

## 尾聲
温斯顿撰寫完后總結道：
|  | 在現實中沒有存在過的奧吉維同志，如今卻存在過去之中，一旦偽造的工作被遺忘后，他會像查理曼大帝和凱撒大帝一樣真實存在，根據的是同樣的證據。 |

由于可能涉及到不必要的審查，所以温斯顿沒有為「奧吉維同志」加上特殊勛章。
據信，温斯顿·史密斯身邊的鐵洛遜同志也在完成同樣任務，所以「奧吉維同志」的事跡是不是替代「錯誤報道」的最終版本不得而知。